# Pramila Patten
Pramila Patten (Ilhas Maurícias Britânicas, 29 de junho de 1958) é uma advogada, ativista dos direitos das mulheres e atual Subsecretária-Geral da Organização das Nações Unidas (ONU) e Representante Especial sobre Violência Sexual em Conflito da organização. Seu escritório foi estabelecido pela Resolução do Conselho de Segurança 1888, apresentado por Hillary Clinton em 2010, que teve como primeira representante a política sueca Margot Wallström e depois sua sucessora, Zainab Bangura, até Patten ser nomeada para o cargo em 2017.

## Biografia

### Estudos
Pramila Patten obteve os títulos de Bacharel em Direito (LL.B.) pela University of West London e de Mestra em Direito (LL.M) pela Universidade de Londres, também é diplomada em Criminologia pela Kings College Cambridge e foi admitida na Ordem dos Advogados da Inglaterra como membra da Honorável Sociedade Gray's Inn.

### Carreira Profissional
Patten atuou como advogada na Inglaterra entre 1982 a 1986, antes de regressar às Ilhas Maurícias, onde foi juíza no Tribunal Distrital nos dois anos consecutivos. Lecionou na Faculdade de Direito da Universidade de Maurício entre os anos de 1987 a 1992 e desde 1995, é diretora do escritório de advocacia Patten & Co Chambers.
Entre 1993 e 2002, pertenceu ao programa International Women's Rights Action Watch (IWRAW) e atuou como consultora do Ministério dos Direitos da Mulher, Desenvolvimento Infantil e Bem-estar da Família da UNESCO, entre 2000 a 2004.
Pramila Patten foi eleita para a Convenção sobre a eliminação de todas as formas de discriminação contra as mulheres em 2003, onde atuou como vice-presidente do comitê. Em 2017, demitiu-se da comissão e, em 12 de abril de 2017, foi nomeada pelo Secretário-Geral das Nações Unidas, António Guterres, Representante Especial sobre Violência Sexual em Conflito, com o cargo de Subsecretária-Geral das Nações Unidas.
Em novembro de 2017, Patten viajou para Bangladesh para falar com sobreviventes da perseguição aos ruaingas em Myanmar em 2016. No mesmo mês, ela elogiou a Iniciativa Elsie por ajudar a aumentar a participação das mulheres nas operações de manutenção da paz, em uma declaração conjunta com sua colega Subsecretária-Geral da ONU e ex-Diretora Executiva da ONU Mulheres, Phumzile Mlambo.